# Major (België)
Major is een Belgisch historisch merk van bromfietsen.
Deze zouden in de jaren vijftig in België geproduceerd zijn, waarbij Franse Mistral inbouwmotoren werden toegepast.
Er was nog een merk met deze naam: zie Major (Turijn).